# Pereskiopsis porteri
Pereskiopsis porteri är en kaktusväxtart som först beskrevs av Townshend Stith Brandegee och Frédéric Albert Constantin Weber, och fick sitt nu gällande namn av Nathaniel Lord Britton och Joseph Nelson Rose. Pereskiopsis porteri ingår i släktet Pereskiopsis och familjen kaktusväxter. Inga underarter finns listade i Catalogue of Life.